# Tina Baz
Tina Baz, parfois créditée sous le nom de Tina Le Gal ou Tina Baz Le Gal, est une monteuse franco-libanaise, née en 1970 à Beyrouth.
Elle est notamment une collaboratrice régulière de Naomi Kawase et Sébastien Lifshitz. Pour ce dernier, elle a par exemple monté Adolescentes qui lui a valu un César du meilleur montage.

## Biographie
Elle fait ses études à l'École supérieure de réalisation audiovisuelle et à l'Université Paris-Sorbonne.

## Filmographie
Sauf indication contraire, les informations mentionnées dans cette section peuvent être confirmées par les bases de données cinématographiques IMDb et Allociné,  présentes dans la section « Liens externes ».

### Longs métrages de fiction
- 1997 : Fred de Pierre Jolivet
- 2000 : La Faute à Voltaire d'Abdellatif Kechiche
- 2002 : Les Diables de Christophe Ruggia
- 2004 : Lila dit ça de Ziad Doueiri
- 2005 : A Perfect Day de Joana Hadjithomas et Khalil Joreige
- 2006 : Le Ciel de Suely de Karim Aïnouz
- 2007 : La Forêt de Mogari de Naomi Kawase
- 2007 : Mad Detective de Johnnie To et Wai Ka-fai
- 2007 : Ce que mes yeux ont vu de Laurent de Bartillat
- 2011 : Dans la tourmente de Christophe Ruggia
- 2011 : Hanezu, l'esprit des montagnes de Naomi Kawase
- 2014 : Still the Water de Naomi Kawase
- 2015 : Je vous souhaite d'être follement aimée d'Ounie Lecomte
- 2015 : Les Délices de Tokyo de Naomi Kawase
- 2017 : Sparring de Samuel Jouy
- 2017 : Vers la lumière de Naomi Kawase
- 2017 : Une vie ailleurs d'Olivier Peyon
- 2021 : Memory Box de Joana Hadjithomas et Khalil Joreige
- 2021 : Tokyo Shaking d'Olivier Peyon

### Longs métrages documentaires
- 2008 : Nos lieux interdits de Leïla Kilani
- 2012 : Les Invisibles de Sébastien Lifshitz
- 2012 : Comment j'ai détesté les maths d'Olivier Peyon
- 2012 : Elena (en) de Petra Costa (en)
- 2013 : Bambi de Sébastien Lifshitz
- 2013 : The Lebanese Rocket Society de Joana Hadjithomas et Khalil Joreige
- 2019 : The Edge of Democracy de Petra Costa (en)
- 2020 : Adolescentes de Sébastien Lifshitz

### Courts métrages de fiction
- 1997 : La Cloche de Charles Berling

### Autres
- 2001 : La Rivière (court métrage télévisuel de la collection L'Érotisme vu par...)  de Michel Houellebecq
- 2009 : La Tueuse (téléfilm) de Rodolphe Tissot
- 2012-2015 : Ainsi soient-ils (série télévisée) - 10 épisodes
- 2021 : H24, 24 heures dans la vie d'une femme (série télévisée)

## Distinctions
Sauf indication contraire, les informations mentionnées dans cette section peuvent être confirmées par les bases de données cinématographiques IMDb et Allociné,  présentes dans la section « Liens externes ».
- César 2021 : César du meilleur montage pour Adolescentes[2]